# Miller megye (Arkansas)
Miller megye az Amerikai Egyesült Államokban, azon belül Arkansas államban található. Megyeszékhelye és legnagyobb városa Texarkana. Lakosainak száma 42 600 fő (2020. április 1.). Miller megye Bowie, Caddo, Little River, Hempstead, Lafayette, Bossier és Cass megyékkel határos.

## Népesség
A megye népességének változása:
| Lakosok száma | 43 526 | 43 742 | 43 620 | 43 402 | 43 908 | 42 600 |
|               | 2010   | 2011   | 2012   | 2013   | 2015   | 2020   |